# Leeroy Thornhill

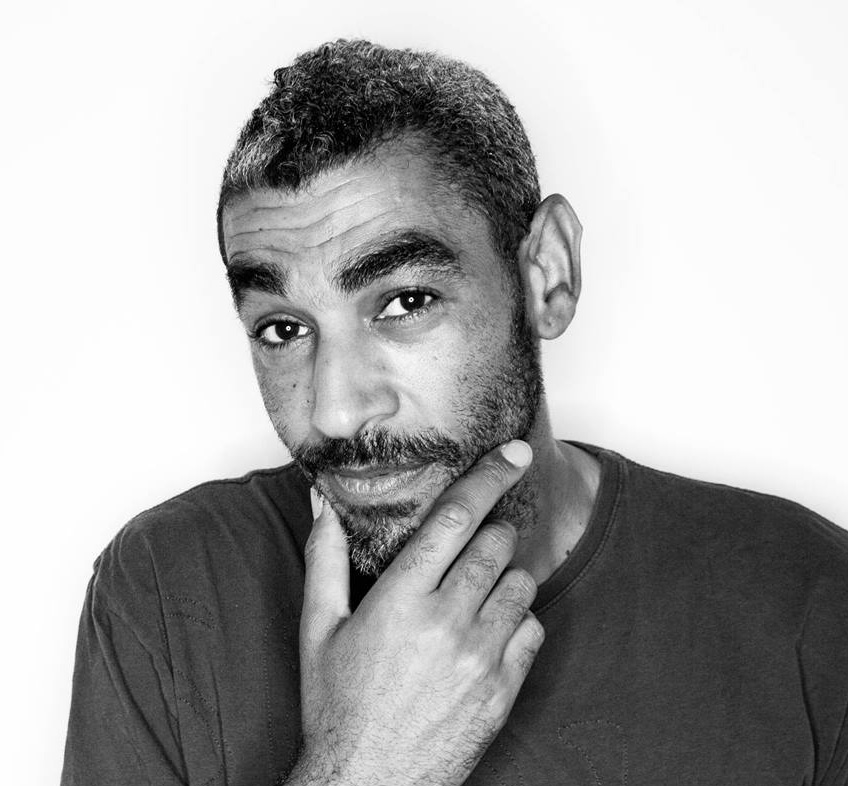
Leeroy Thornhill im Juni 2016

Leeroy Thornhill (* 8. Oktober 1968 in Barking, England) ist ein britischer Musiker, DJ und früherer Tänzer und Live-Keyboarder der britischen Band The Prodigy. Er veröffentlichte Solo unter den Namen Longman und Flightcrank und ist aktuell mit Marten Hørger mit dem Projekt Smash Hifi aktiv. Er wurde in Barking geboren, wuchs aber in Rayne in der Nähe von Braintree in Essex auf. Thornhill gründete The Prodigy im Jahr 1990 zusammen mit Keith Flint und Liam Howlett. Der zwei Meter große Tänzer fiel dort mit seinem sehr individuellen Tanzstil auf, mit dem er die Entwicklung des sogenannten Melbourne Shuffle beeinflusste. In diesem Zusammenhang wurde er auch für den Dokumentarfilm Melbourne Shuffler interviewt.
Im Jahr 2000 verließ Thornhill die Band, um sich seinen Soloprojekten zu widmen. Er veröffentlichte mehrere EPs unter den Pseudonymen Longman und Flightcrank und gründete das Label Electric Tastebuds, das 2007 als bestes Newcomer-Label der Breakspoll Awards nominiert wurde. Sein größter Erfolg stellte sich in der Zusammenarbeit mit dem deutschen DJ und Produzenten Marten Hørger ein, mit dem er das Musikprojekt Smash Hifi gründete. Unter diesem Namen wurden mehrere Singles sowie Remixe, unter anderem für den deutschen Techno-DJ Westbam, veröffentlicht. Für „Everything U Need“ wurde im Oktober 2008 ein Musikvideo produziert. Regie führten der Kanadier Philip Carrer und das kanadische Künstlerkollektiv Bleeding Apple. Daneben spielt Thornhill international als DJ.